# Конвалидација
Конвалидација (конвалесценција) представља накнадно оснажење неважећег правног посла, односно рушљивог уговора. До ње може доћи на неколико начина:
1. Конвалидација услед протека времена: Време утиче на накнадно оснажење рушљивог уговора тако што се пропусте рокови за подношење тужбе, који су преклузивни.
2. Конвалидација изреченом потврдом уговора: Лице у чију је корист рушљивост установљена (нпр. лице које је било у заблуди) може изреченом изјавом воље потврдити да остаје при уговору. Ова изречена изјава се назива конфирмација.
3. Конвалидација конклудентном радњом.

Нужан услов за конвалидацију је да су престале околности под којима је рушљиви уговор закључен (нпр. лице је сазнало за заблуду, престала је претња и слично). Тако долази до накнадног оснажења уговора путем одрицања од права на поништај уговора. Конвалидацију треба разликовати од ратификације уговора. Ратификација претпоставља закључење пуноважног уговора од стране пуномоћника који је прекорачио границе овлашћења, а конвалидација представља оснажење рушљивог уговора.
Услови конвалидације:
1. да постоји рушљиви уговор;
2. да је конвалидација предузета од стране лица која су овлашћена да захтевају поништење уговора;
3. да та лица знају за постојање недостатка, због којег се може захтевати поништење;
4. да су та лица у моменту конвалидације у могућности да слободно изјаве своју вољу.

## Разлика између поништаја и раскида
Између поништаја и раскида постоји једна битна разлика. Разлог ништавности постоји у тренутку закључења уговора, док разлог за раскид настаје касније, у току извршења пуноважно закљученог уговора. У праву се зато узима да ништавни уговори уопште не производе правна дејства, а раскид уговора је начин престанка пуноважног уговора.